# Kristen Pfaff
Kristen Marie Pfaff (Búfalo, 26 de mayo de 1967-Seattle, 16 de junio de 1994) fue una bajista estadounidense, conocida por su trabajo en la banda Hole.

## Hole
Courtney Love y Eric Erlandson oyeron tocar a Kristen en una gira con Janitor Joe y le ofrecieron unirse a la banda como bajista, en sustitución de Leslie Hardy. Al principio, Kristen lo rechazó pero finalmente aceptó.
En 1993, Pfaff se mudó a Seattle para unirse a la banda, quedando ésta formada por Courtney Love (guitarra y voz), Eric Erlandson (guitarra), Kristen Pfaff (bajo y segunda voz) y Patty Schemel (batería).

## Muerte
El 16 de junio de 1994, alrededor de las 9:30 de la mañana; fue encontrada muerta en la bañera por su amigo Paul Erickson. Había sufrido una sobredosis de heroína (esto último fue confirmado gracias a una autopsia). Eric Erlandson, guitarrista de Hole, comunicó por teléfono, a la vocalista del grupo Courtney Love, la muerte de su compañera. Con respecto a la muerte de Pfaff, Love, quien ya se encontraba de luto por la muerte de su marido, Kurt Cobain, y en mal estado producto de su adicción a las drogas, dijo lo siguiente: «Parecía que nunca se iba a acabar, venía una detrás de otra. Era una gran artista y una gran amiga. Fue un asco.»
Fue enterrada en la Sección 6, Lote 45 en el Forest Lawn Cemetery, en Buffalo, Nueva York.

## Discografía

### Con Hole
- Live Through This (1994)

### Con Janitor Joe
- Big Metal Birds (1993)
- Lucky (1994)

- Datos: Q240554
- Multimedia: Kristen Pfaff / Q240554